# سيارة مكشوفة
السيارة المكشوفة (بالإنجليزية: convertible)‏ و(بالفرنسية: cabriolet)‏ هي نوع من السيارات التي يمكن لسقفها التمدد ثم العودة إلى وضعه الاصلي لتتحول من سيارة مكشوفة كليا إلى سيارة مغلقة. هناك العديد من الاشكال مثل هذه السيارات مصنوعة ومنتشرة في السوق.
تصاميم السقف تختلف بشكل واسع، ولكن هناك خصائص مشتركة بين جميع السيارات المكشوفة. يلتصق السطح بجسم السيارة، وعادة ما لا يمكن فصله. بدلا من ذلك يصعد السقف ويطوى، إما في وراء المقاعد الخلفية أو في صندوق السيارة. يمكن للسقف أن يعمل إما يدويا أو تلقائيا عن طريق المشغلات الهيدروليكية أو الكهربائية، والسقف نفسه قد يكون مصنوعا من مادة لينة أو صلبة. السقوف اللينة مصنوعة من الفينيل أو القماش أو غيرها من المواد النسيجية، في حين السقوف الصلبة مصنوعة من الفولاذ والالومنيوم والبلاستيك أو غيرها من المواد الجامدة.
السيارات المكشوفة المعاصرة معروفة ومسوقة تحت شروط مختلفة نظرا لتقارب أنماط الجسم على مر السنين. ويشار إلى السيارة المكشوفة ذات السقف اللين بكابريو أو كبريوليه، اما التي بها مقعدان يشار إليها باسم رودستر، في إشارة إلى أسلوب الهيكل. يشار إلى السيارات المكشوفة ذات السقوف الصلبة باسم كوبيه كابريوليه، كوبيه مكشوفة أو ببساطة retractable hardtop، في حين أن ذات المقعدين منها تسمى كوبيه رودستر.

## الموديلات المعروفة
- بيجو 402
- لكزس إس سي
- لكزس آي إس
- تويوتا سوارير
- بيجو 206 س س
- رينو ميجان
- بيجو 207
- تويوتا إم آر 2

## صور لسيارات مكشوفة

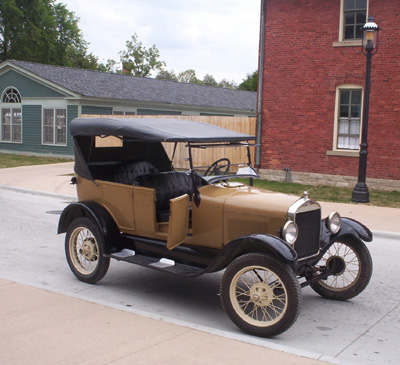
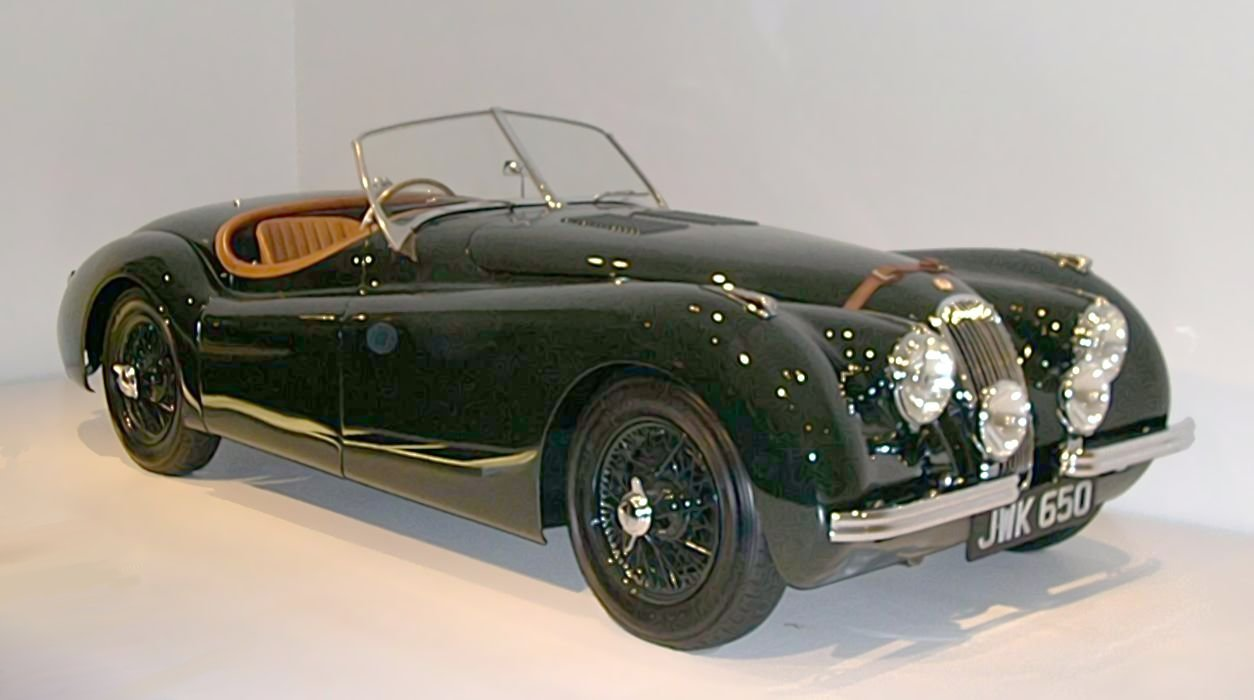
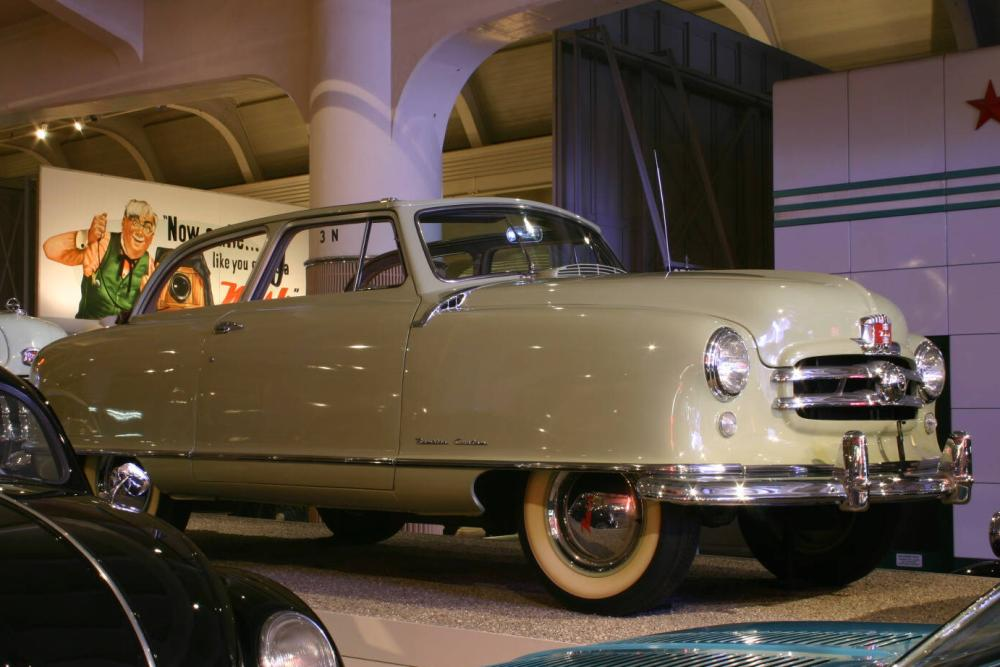
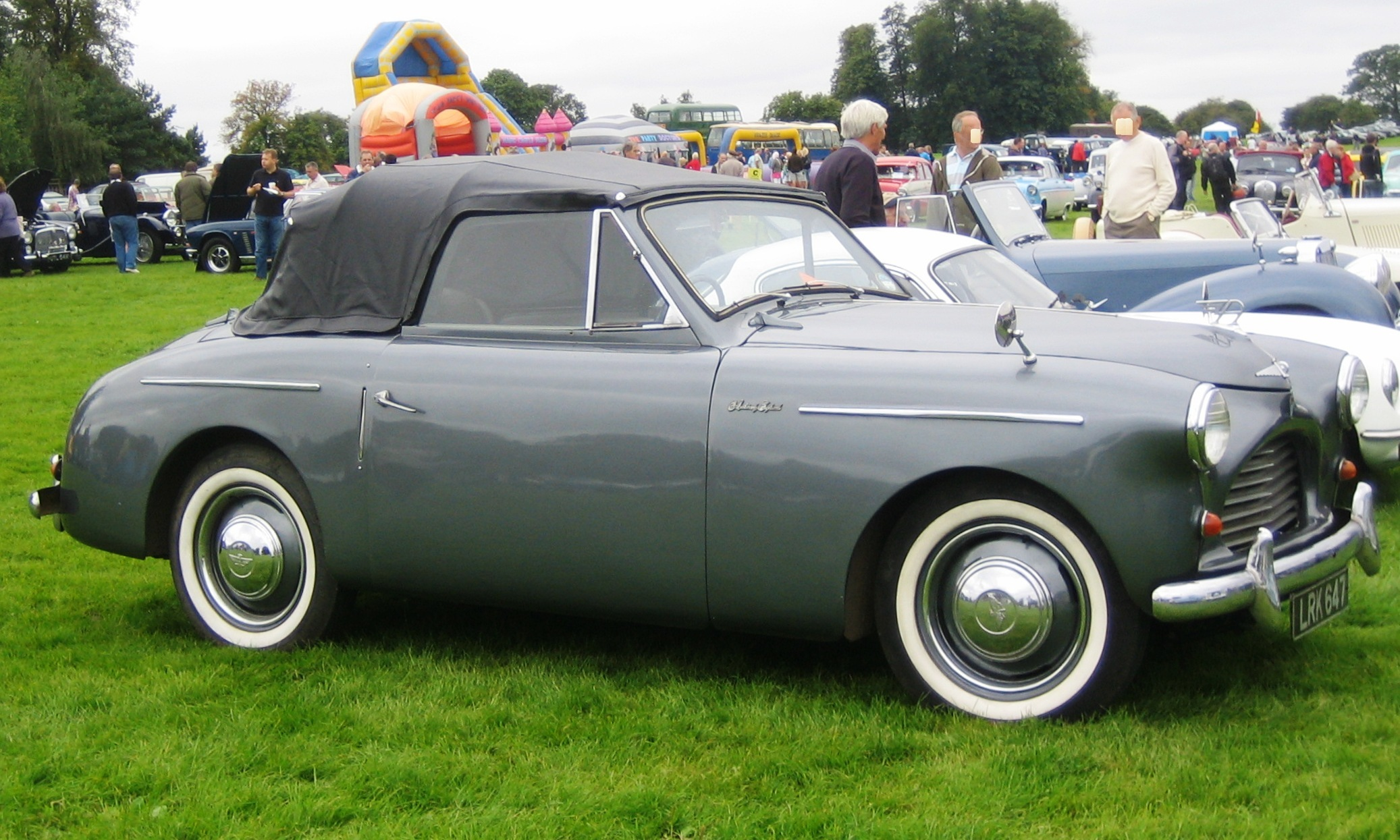
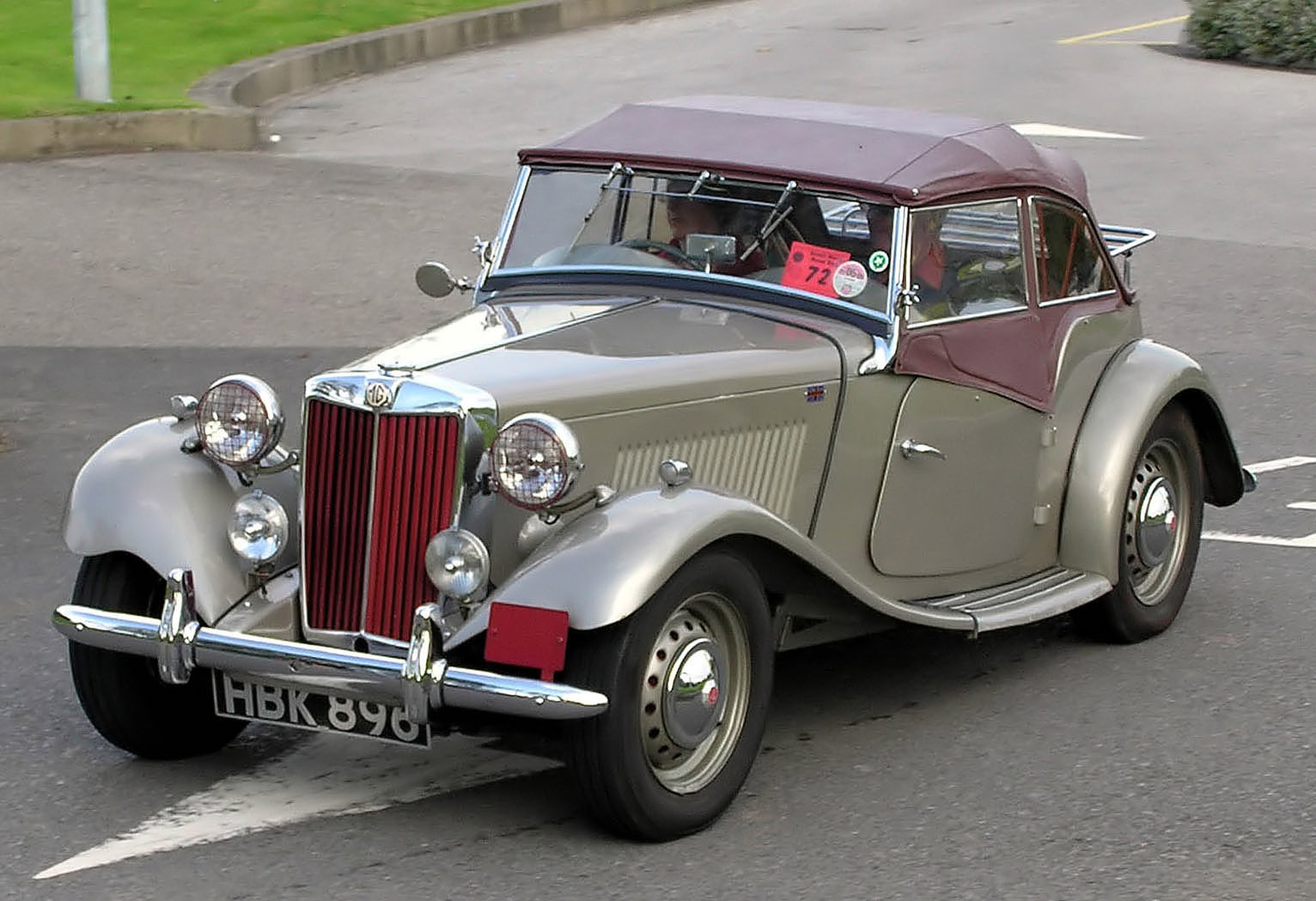
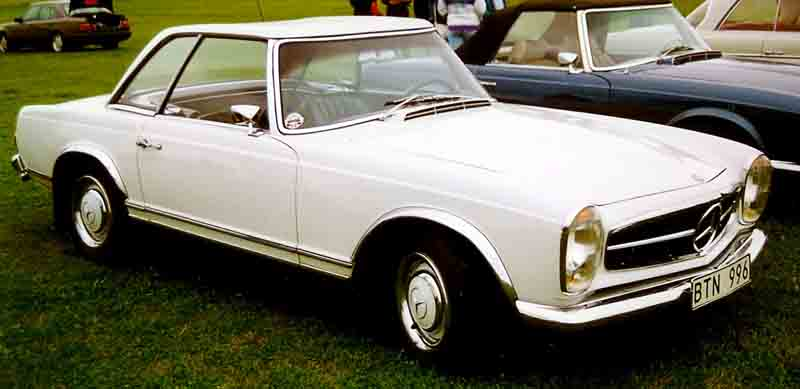
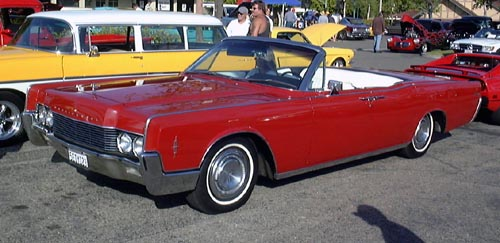
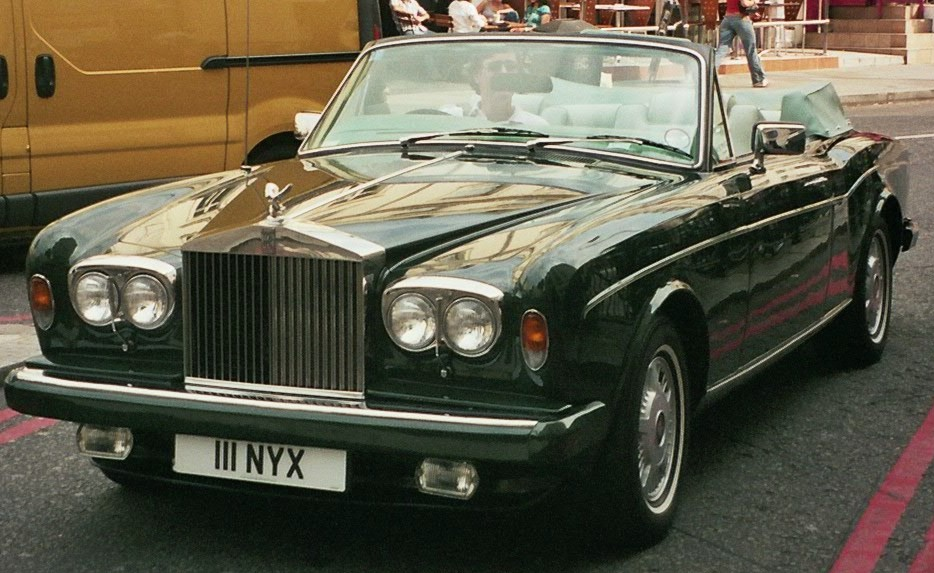
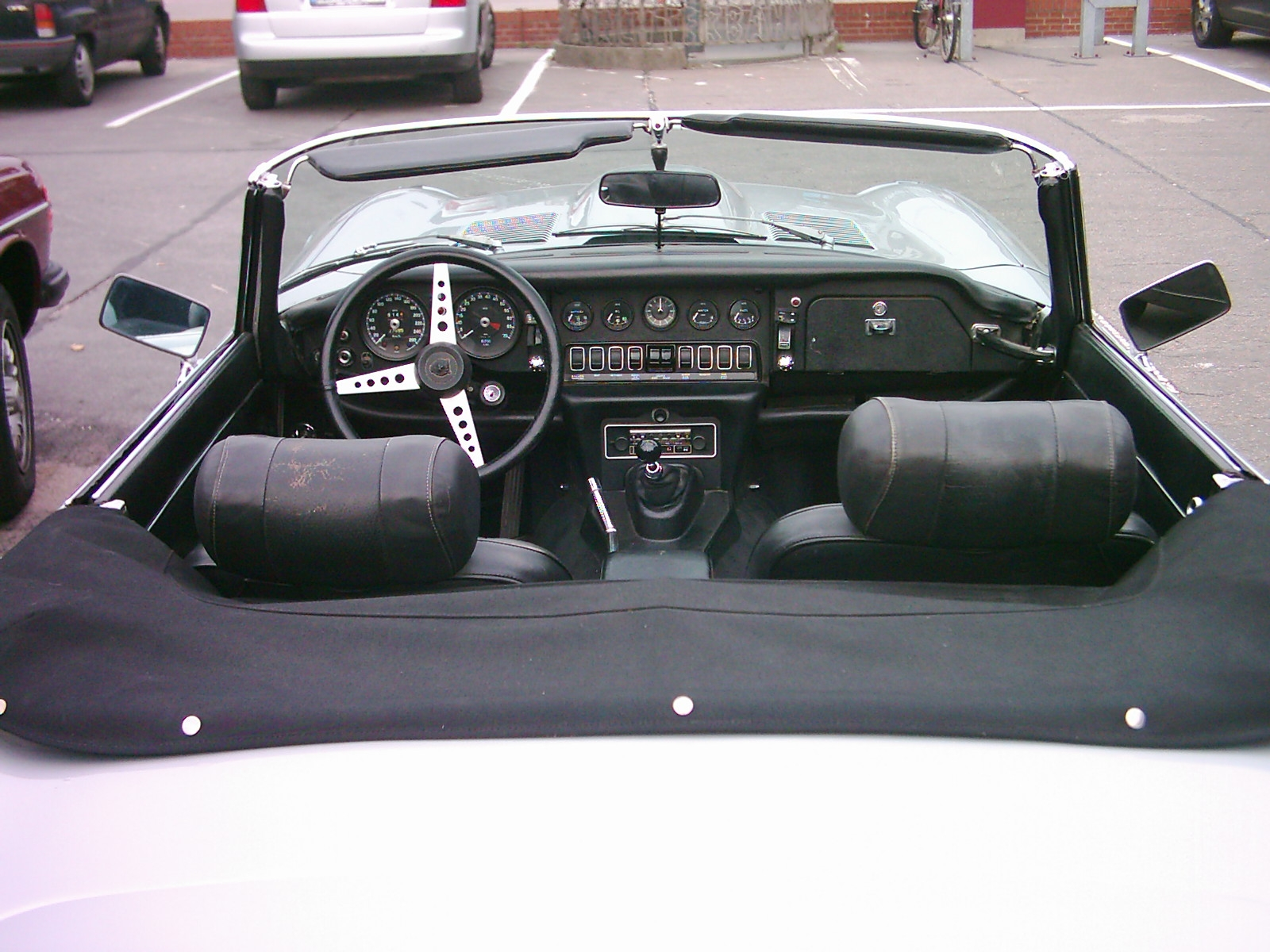
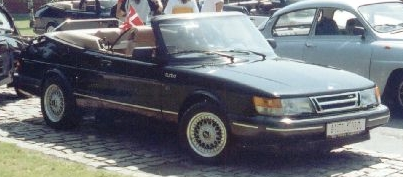
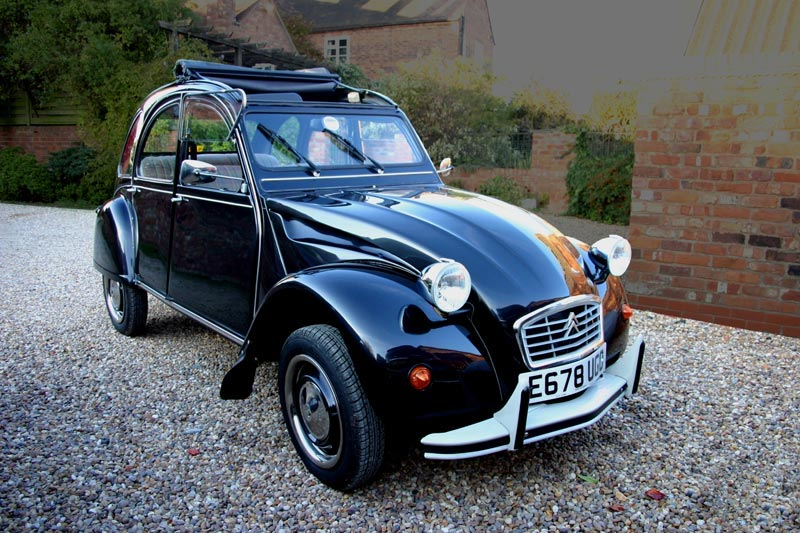
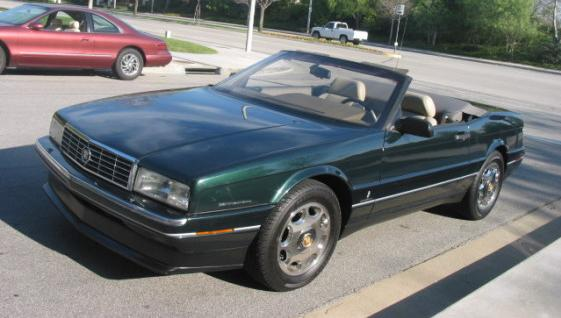
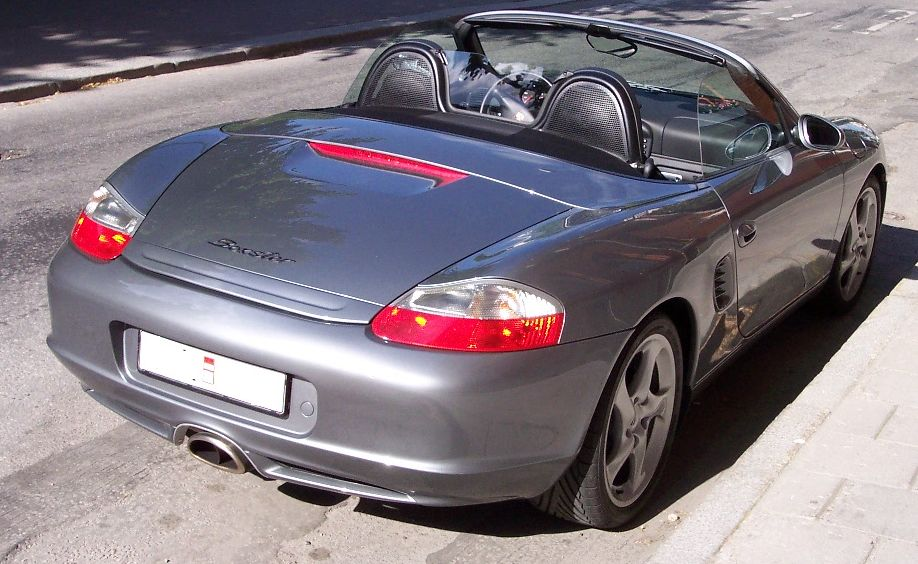
)
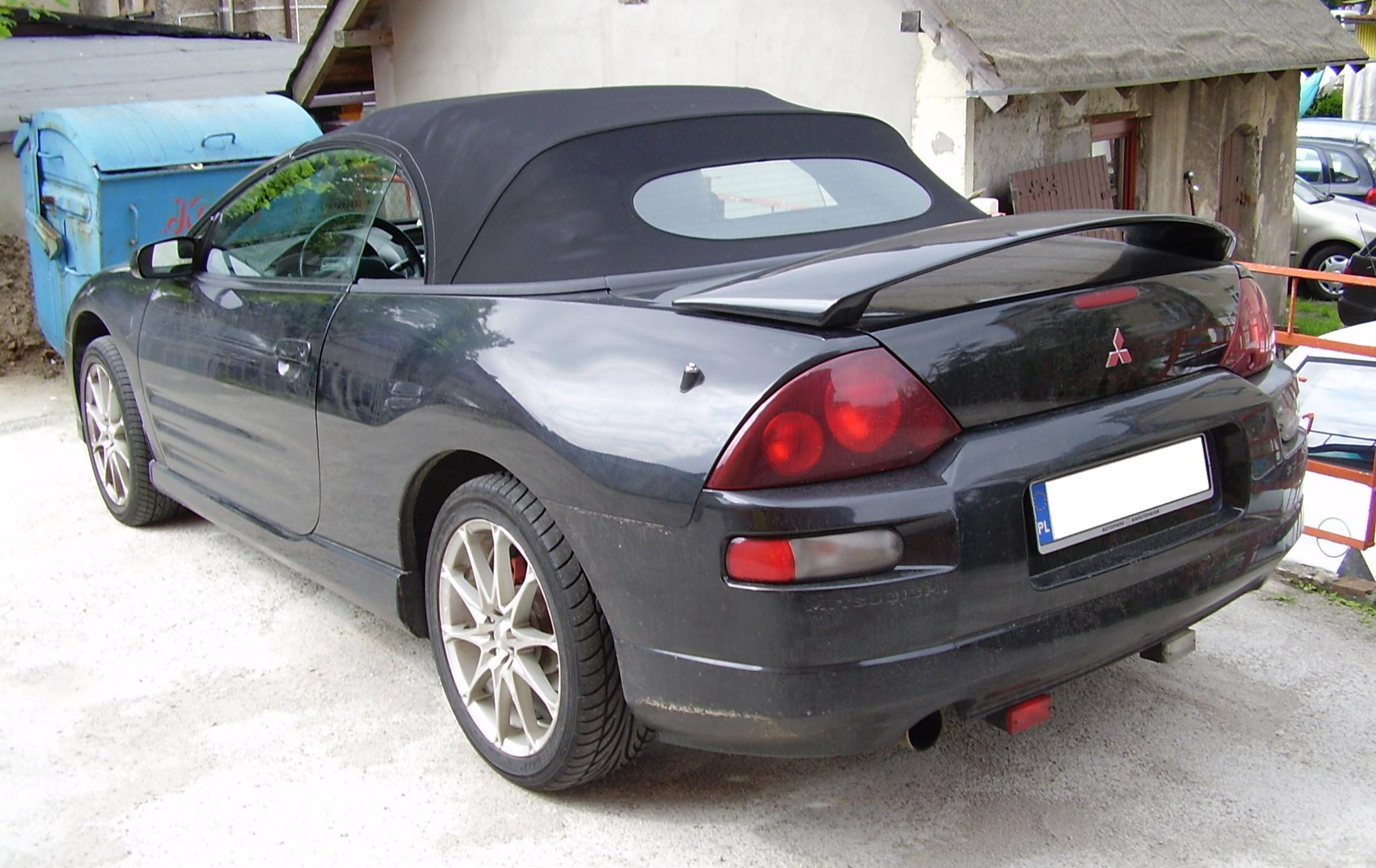
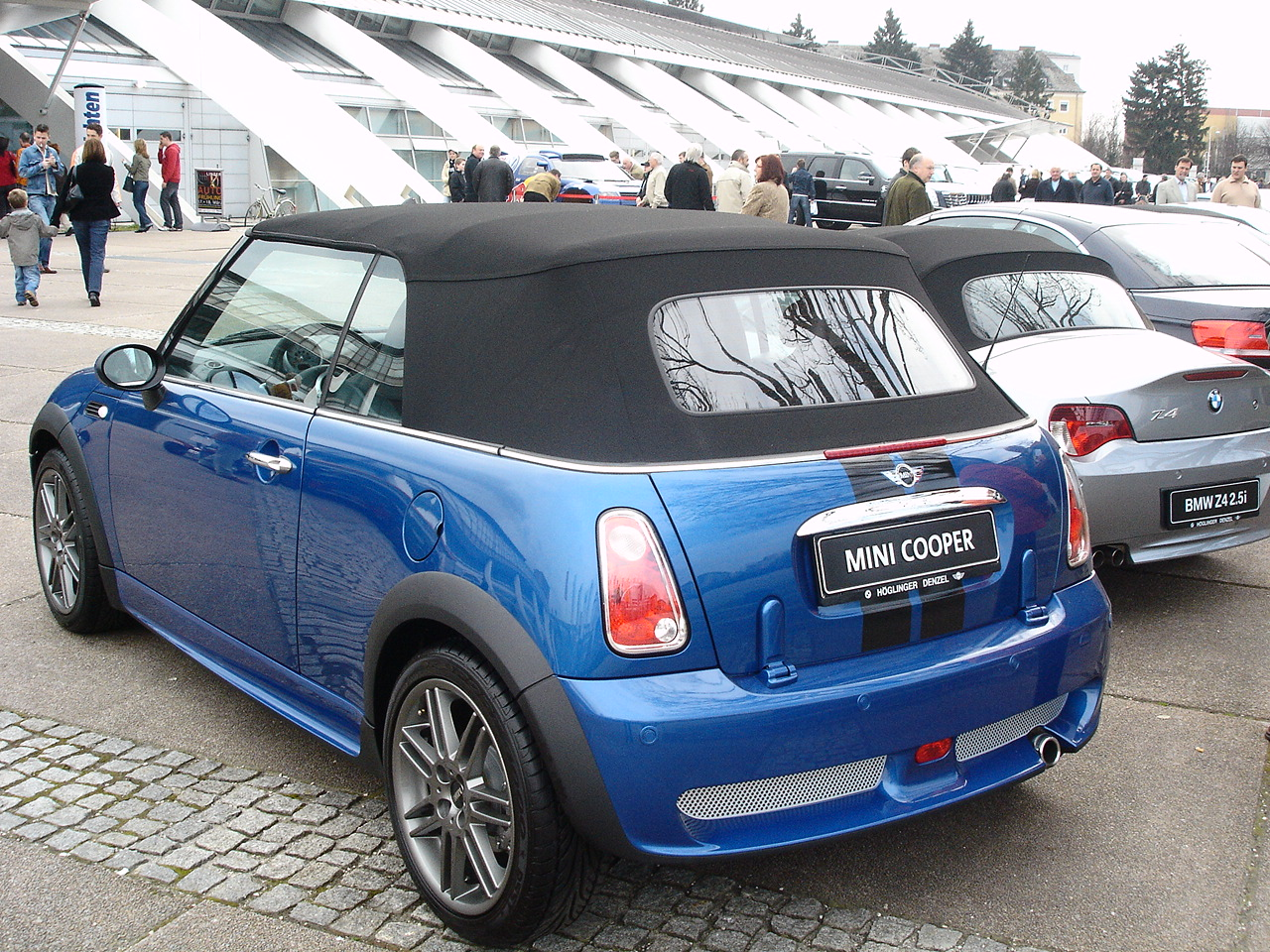
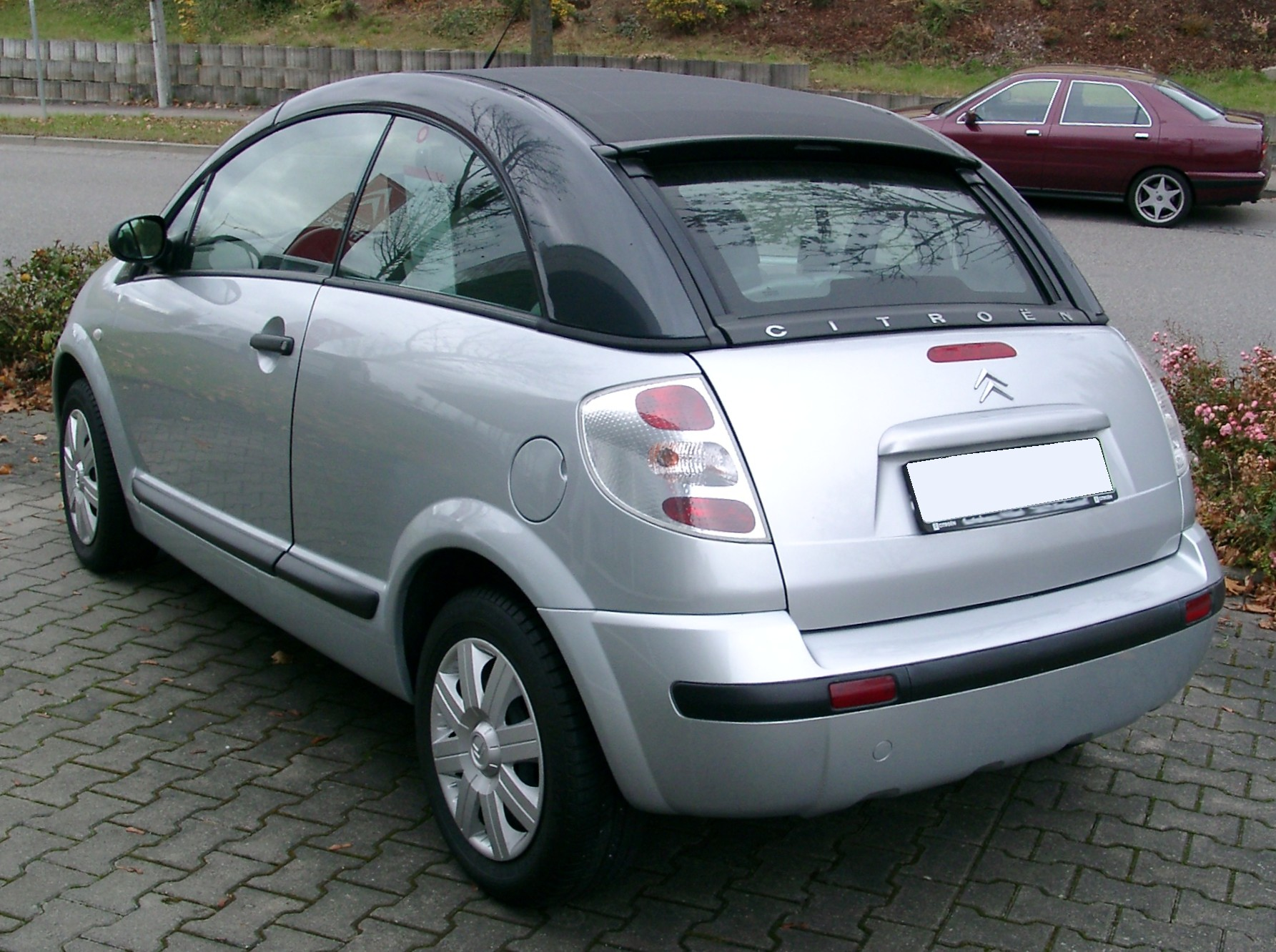
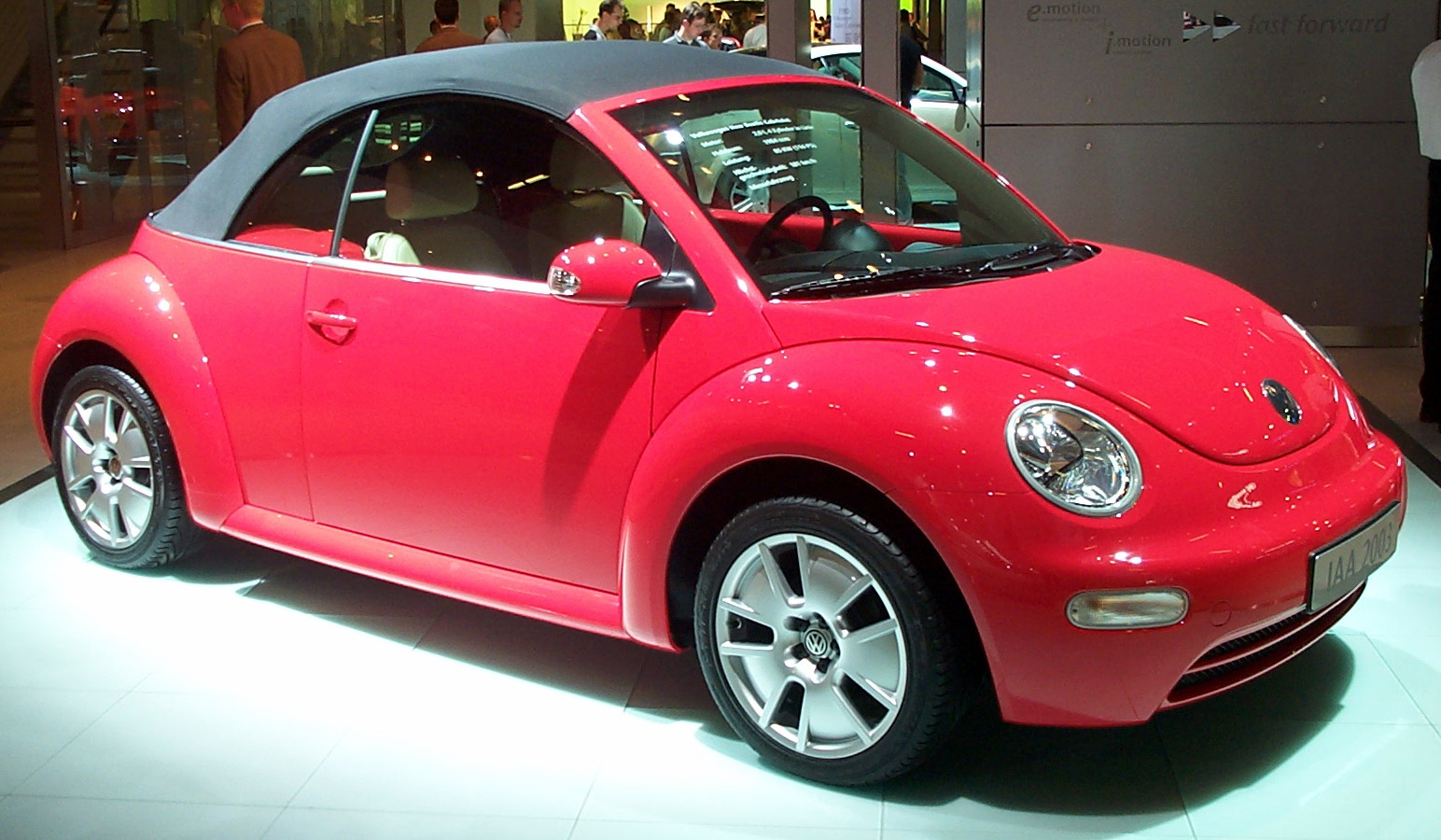
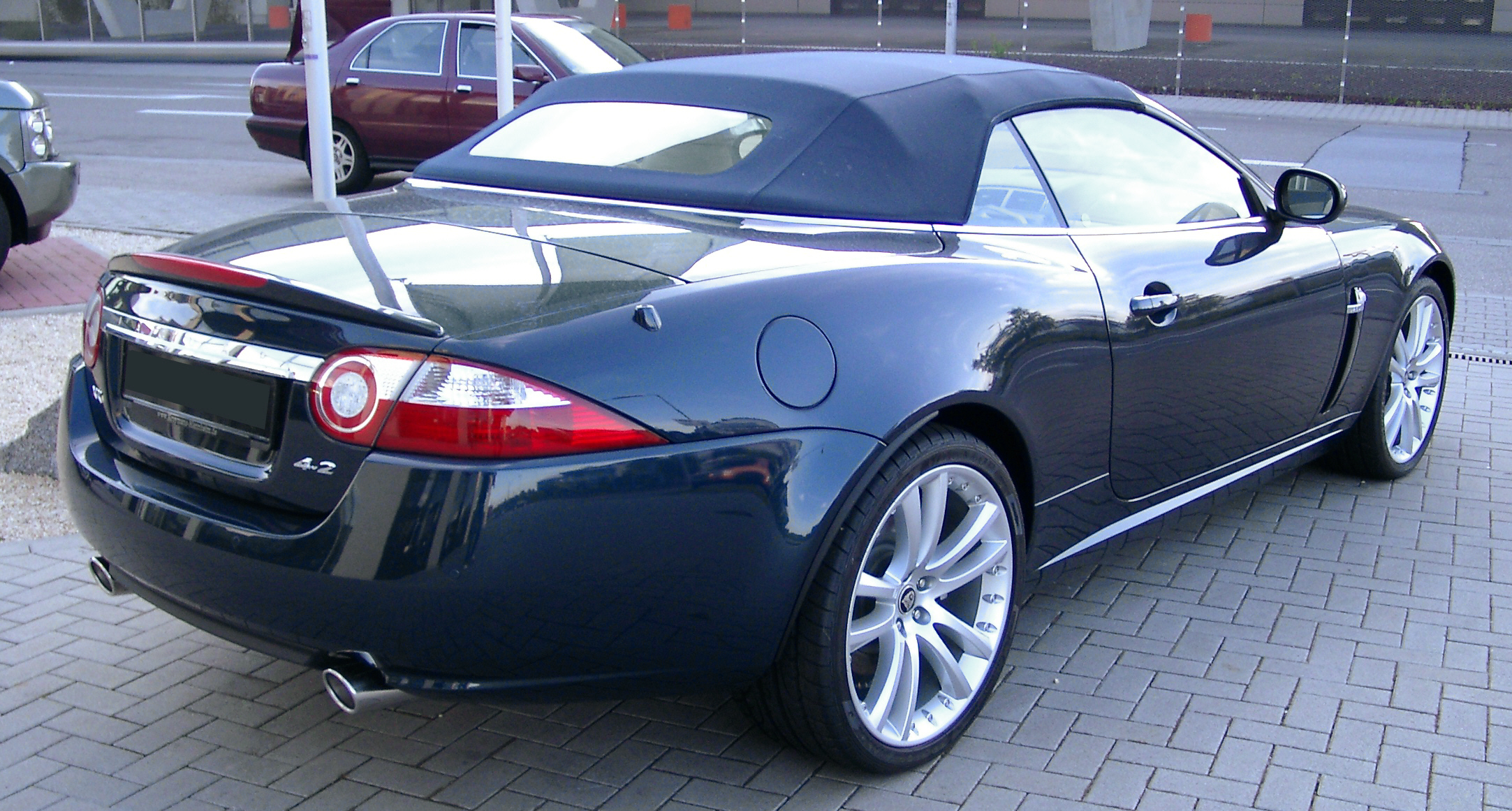

- [1][2]
- [3]

## وصلات خارجية
- مجلة السيارة المكشوفة